# Domaine d'Argenteuil
Pour les articles homonymes, voir Argenteuil.
Le domaine d'Argenteuil est un domaine foncier situé sur le territoire des communes de Waterloo, Ohain (Lasne) et La Hulpe dans la province du Brabant wallon (Belgique), constitué par Ferdinand de Meeûs entre 1833 et 1836. Il y fait construire le château d'Argenteuil. Ses descendants démembrent progressivement le domaine à partir de 1920, mais la famille reste propriétaire d'une partie du domaine historique.

## Constitution et transmission
Le comte Ferdinand de Meeûs constitue un vaste domaine (265 hectares et en fin de compte 600 hectares) en acquérant des terres dans cette partie de la forêt de Soignes, qu'il nomma Argenteuil.
Son épouse hérite de la propriété. Elle la transmet par testament à sa fille Henriette, célibataire. Celle-ci désigne le couple de Meeûs-Martini pour lui succéder.
En 1937 et 1938, deux arrêtés royaux accordèrent aux comtes de Meeûs et à leurs descendants le droit d’ajouter le nom d’Argenteuil à leur patronyme.

## Bâtiments remarquables
- Château d'Argenteuil
- Château Bellevue ou château Tuck
- chapelle musicale Reine Elisabeth
- Église Notre-Dame d’Argenteuil

## Démembrement

### William Tuck (1929-1949)
Les descendants du comte Louis Meeûs divisèrent le domaine en plusieurs parties, qu'ils revendirent. En 1929, un homme d'affaires américain, William Hallam Tuck, racheta successivement deux parties du domaine (pour un total de 143 hectares 59 ares 11 centiares), sans le château - qui appartenait à alors aux religieuses Carmélites déchaussées d'Uccle.
William Tuck y fit construire une gentilhommière pour y résider durant la saison d'été. Ce fut l’architecte new-yorkais William Delano qui en conçut les plans. Cette gentilhommière, à l'origine nommé château 'Bellevue' par son premier propriétaire ou château Tuck, est celle qui à partir de 1961, abrita la seconde famille du roi Léopold III et devint dès lors le Domaine royal d’Argenteuil.

### L'État belge
Le 1er juin 1949,  William Tuck vendit son domaine à l'État belge, qui en fit l'acquisition pour le compte de la Société nationale des chemins de fer belges (SNCB).
En 1951, à l'initiative du Premier ministre Joseph Pholien, une loi conféra la jouissance du domaine d'Argenteuil à Charles de Belgique, pour le remercier d’avoir assuré la régence du royaume de 1944 à 1950. Celui-ci renonça à ce droit dotation et le château fut alors aménagé pour accueillir les invités de marque de l'Exposition universelle de 1958.

### Religieuses du Berlaymont
En 1960, le comte Ludovic de Meeûs d'Argenteuil vend trente hectares du domaine ancestral aux religieuses du Berlaymont qui quittaient Bruxelles, leur couvent et le vaste parc privé y attenant étant exproprié par l'état belge pour y ériger le siège de l'administration européenne (ce que l'on nommait, à l'époque, le Marché Commun). Le siège européen est connu depuis sous le nom de Berlaymont qu'il a reçu en référence aux ancienne propriétaires religieuses, les Dames de Berlaymont. Celles-ci ont installé leur nouveau couvent et leur pensionnat pour jeunes filles dans le vaste parc qu'elles ont pu acheter à Argenteuil avec le produit de l'expropriation.

### Argenteuil devient Argenteuil-la-Royale
En 1961 le roi Léopold III quitta le château royal de Laeken avec sa seconde famille pour s’installer à Argenteuil. L’installation du roi dans le domaine nécessita des modifications du château et de ses dépendances, qui furent entreprises par le ministère des Travaux publics, au début de l’année 1960. Le couple royal et leurs enfants y résideront jusqu’au décès de la princesse de Réthy en juin 2002. Le couple royal se plaisait à y recevoir de nombreuses personnalités issues du monde littéraire, scientifique, culturel, universitaire… C’est également en ces lieux que la Fondation cardiologique Princesse Lilian tenait ses colloques.

### Jean-Marie Delwart
En avril 2003, sur décision du gouvernement belge, le château d’Argenteuil fut dépouillé des traces de ses anciens résidents royaux, avant d’être mis en vente par le service public fédéral Finances. Le 25 septembre 2004, le domaine fut racheté par Jean-Marie Delwart, chef d’entreprise passionné par l’éthologie. À l'époque, il avait été question que le domaine soit mis à la disposition de l'Union Européenne pour en faire la résidence d'un futur président européen dans le cas où la constitution de l'union, en préparation à l'époque, aurait prévu de créer, au sommet d'une éventuelle confédération européenne, un poste présidentiel (en référence au président des États-Unis ou, pour le moins, au président de la Confédération suisse). Si une telle perspective devait se réaliser un jour, le château d'Argenteuil prendrait place parmi les nombreux sièges présidentiels dont les noms constellent la politique mondiale tels l'Élysée, la Maison Blanche, le Palais du Quirinal, etc.)

### Chapelle musicale Reine Elisabeth
Sur une autre parcelle du domaine, le baron de Launoit a fait construire par l'architecte Yvan Renchon la chapelle musicale Reine Elisabeth.